# Раптовий викид (фільм)
«Раптовий викид» (рос. «Внезапный выброс») — український радянський фільм 1983 року кінорежисера Бориса Івченка за однойменним романом Володимира Мухіна.

## Сюжет
На Градівській шахті сталася аварія: раптовий викид вугілля і газу. Шахтарі, які не встигли піднятися, опинилися в небезпеці. Загін рятувальників, яким керує Олександр Тригорін, виїхав на місце події ...

## Актори
- Лесь Сердюк — Раньєв
- Любов Румянцева-Чорновол — Люба
- Всеволод Гаврилов
- Олександр Соловйов — Сергій
- Олена Антонова — Ірина
- Раїса Куркіна — епізод
- Анатолій Барчук
- Володимир Носик — Манич
- Олександр Денисенко
- Володимир Шакало
- Руслан Кириченко
- В ролях: Ніна Колчина-Бунь, Віктор Маляревич, Федір Панасенко, Раїса Пироженко, Ю. Фокін, Земфіра Цахілова, Ю. Цапенко, В. Чечет
- В епізодах: В. Аверченко, І. Афанасов, В. Бегун та ін.

## Знімальна група
- Режисер-постановник: Борис Івченко
- Сценарист: Георгій Шевченко
- Оператор-постановник: Микола Кудрявцев
- Художник-постановник: Олександр Шеремет
- Композитор: Ігор Ключарьов
- Режисер: Ю. Фокін
- Оператори: В. Глащук, Ю. Юровський; оператор комбінованих зйомок — Павло Король
- Художники: по костюмах — Алла Сапанович, по гриму — Олена Колонська
- Звукооператор: Георгій Салов
- Головні консультанти: Борис Грядущий, І. Кондратенко
- Монтажери: Тамара Сердюк, Н. Гончаренко
- Редактор: Валентина Ридванова
- Директор картини: Володимир Князєв